# Kodeks 050
Kodeks 050 (Gregory-Aland), Cι1 (von Soden) – grecki kodeks uncjalny Nowego Testamentu na pergaminie, paleograficznie datowany na IX wiek. Karty kodeksu zostały później wykorzystane na potrzeby innych rękopisów: Homilii Chryzostoma, Hermenei Zonara, greckiego Menologium.
Rękopis zachował się we fragmentach, przechowywany jest obecnie w czterech bibliotekach Europy.

## Opis
Kodeks składa się obecnie z 19 pergaminowych kart (32,5 na 24 cm), z niepełnym tekstem Ewangelii Jana (1,1.3-4; 2,17-3,8.12-13.20-22; 4,7-14; 20,10-13.15-17). Z niektórych kart zachowały się tylko fragmenty. Tekst kodeksu pisany jest w jednej kolumnie na stronie, w 30 linijkach w kolumnie, wielką uncjałą. Stosuje przydechy i akcenty, znaki zapytania i inne znaki interpunkcyjne. Litera ψ pisana jest w kształcie krzyża.
Tekst biblijny otoczony jest komentarzem (kateny), tekst komentarza pisany jest minuskułą.
Tekst biblijny podzielony został według κεφαλαια (rozdziały), których numery umieszczono na marginesie tekstu, w górnym zaś marginesie zamieszczono τιτλοι (tytuły) rozdziałów. Stosowany jest ponadto inny system podziału, według krótszych Sekcji Ammoniusza, ale bez odniesień do Kanonów Euzebiusza.
Fragment moskiewski został wykorzystany w Homiliach Chryzostoma do Księgi Rodzaju. Fragment oksfordzki zawiera grecki Menologion na miesiące od marca do sierpnia, ponadto Hermeneia Zonara.
Komentarz we fragmencie oksfordzkim zawiera wybrane wyciągi (scholia) z Orygenesa, Cyryla, Chryzostoma i Ammoniusza. Komentarz fragmentu ateńskiego zawiera wyciągi z Ammoniusza, Orygenesa, Theodora, Diodora i Sewera Antiocheńskiego. Komentarz fragmentu moskiewskiego zawiera wyciągi z Ammoniusza, Orygenesa, Teodora z Mopsetii, Bazylego z Cezarei, Cyryla Aleksandryjskiego, Jana z Konstantynopola, Apolinarego, Sewera.
Nomina sacra pisane są skrótami, skróty stosowane są również na końcu linii.

## Tekst
Grecki tekst kodeksu jest eklektyczny z przewagą elementu bizantyjskiego, ponadto aleksandryjskiego i zachodniego. Kurt Aland zaklasyfikował go do kategorii III. Tekst w kilku miejscach jest zgodny z papirusem 75 (np. Jan 2,17; 3,12).
W Jana 1,3 przekazuje wariant ουδε εν (ani jedno) jak w kodeksach C, D, L, W, copsa, późniejszy korektor zmienił na ουδεν (nic) p66, Sinaiticus*, rękopisy rodziny f1.
W Jana 2,17 przekazuje wariant εμνησθησαν δε (przypomnieli zaś).
W Jana 2,24 przekazuje wariant εαυτον (siebie), wspierając tym samym tradycję bizantyjską przeciwko aleksandryjskiemu αυτον.
W Jana 3,4 opuszcza rodzajnik przed Νικοδημος (Nikodem), w czym jest zgodny z tradycją aleksandryjską.
W Jana 3,12 przekazuje wariant tekstowy πιστευετε (wierzycie) – zamiast πιστευσετε (uwierzycie) – razem z Papirusem 75 i kodeksem 083.
W Jana 3,13 zawiera bizantyjski dodatek ο ων εν τω ουρανω (który jest w niebie).
W Jana 3,20 przekazuje wariant τα εργα αυτου, w czym jest zgodny z kodeksami Sinaiticus, Vaticanus, 063, 083, 086, rękopisy tekstu bizantyjskiego; inne rękopisy przekazują tę frazę albo w innej sekwencji, albo z dodatkiem οτι πονηρα εστιν.
W Jana 4,11 zawiera wariant η γυνη (kobieta) - Sinaiticus ma εκεινη (ona) - w czym wspiera tradycję bizantyjską, rękopisy aleksandryjskie nie zawierają tej lekcji.
W Jana 4,14 wspiera aleksandryjski wariant διψησει (pragnie) przeciwko bizantyjskiemu διψηση (pragnie).
W Jana 20,10 wspiera bizantyjskie εαυτους (siebie) przeciwko aleksandryjskiemu αυτους (ich).
W Jana 20, 12 wspiera aleksandryjski wariant εξω κλαιουσα (na zewnątrz płacząca) przeciwko bizantyjskiemu κλαιουσα εξω (płacząca na zewnątrz).
W Jana 20,13 zawiera dodatek τινα ζητεις (kogo szukasz) występuje on także w kodeksach Alexandrinus, Bezae, minuskuł 1424, Syryciac Sinaiticus (s).
Według Gregory'ego wiersz 21,25 powtórzony został dwukrotnie a wiersz 20,17 nawet trzykrotnie.
Tekst kodeksu cytowany jest w krytycznych wydaniach Novum Testamentum Nestle-Alanda. Siedmiokrotnie potwierdza tekst bizantyjski, również siedem razy jest z nim niezgodny, w czterech miejscach zawiera unikalne warianty. Willker uważa, że reprezentuje tekst mieszany bliski dla kodeksów X oraz 33.
Przykład tekstu (Jan 20,10-13.15)
ΑΠΗΛΘΟΝΟΥΝΠΑΛΙΝΠΡΟΣΕΑΥΤΟΥΣΟΙΜΑΘΗ
ΤΑΙ.ΜΑΡΙΑΜΔΕΙΣΤΗΚΕΙΠΡΟΣΤΟΜΝΗΜΕΙ
ΟΝΕΞΩΚΛΑΙΟΥΣΛ.ΩΣΟΥΝΕΚΛΑΙΕΝΠΑΡΕΚΥ
ΨΕΝΕΙΣΤΟΜΝΗΜΕΙΟΝ.ΚΑΙΘΕΩΡΕΙΔΥΟΑΓ
ΓΕΛΟΥΣΕΝΛΕΥΚΟΙΣΚΑΘΕΖΟΜΕΝΟΥΣΕΝΑ
ΠΡΟΣΤΗΚΕΦΑΛΗΚΑΙΕΝΑΠΡΟΣΤΟΙΣΠΟΣΙ
ΟΠΟΥΕΚΕΙΤΟΤΟΣΩΜΑΤΟΥΙΥ.ΚΑΙΛΕΓΟΥ
ΣΙΝΑΥΤΗΕΚΕΙΝΟΙ.ΓΥΝΑΙΤΙΚΛΑΙΕΙΣ;
...
...
...
...
...
...
ΛΕΓΕΙΑΥΤΟΙΣ.ΓΥΝΑΙΤΙΚΛΑΙΕΙΣ;
ΤΙΝΑΖΗΤΕΙΣ.ΕΚΕΙΝΗΔΟΚΟΥΣΑΟΤΙ
ΟΚΗΠΟΥΡΟΣΕΣΤΙΝΛΕΓΕΙΑΥΤΩ.ΚΕΕΙΣΥ
ΕΒΑΣΤΑΣΑΣΑΥΤΟΝΕΙΠΕΜΟΙΠΟΥΕΘΗΚΑΣ
ΑΥΤΟΝΚΑΓΩΑΥΤΟΑΡΩ.

## Historia
Prawdopodobnie rękopis został sporządzony na górze Athos, w IX wieku. Na wiek IX wskazują kształty liter Ε Θ Ο Σ. Później, prawdopodobnie w wieku XIV, wykorzystany został przy tworzeniu innych rękopisów (bindowanie), takich jak: Homilie Chryzostoma, Hermeneia Zonara, Menologion.
Fragment moskiewski zawiera partie rozdziałów 1 i 20, przywieziony został do Moskwy jeszcze w roku 1655. Badał go Matthaei i wydał jego tekst w 1785 (codex 15). Tekst fragmentu moskiewskiego badany był przez Tregellesa i Tischendorfa w 1861. Tregelles uznał, że rękopis jest bardzo podobny do Kodeksu Zakynthios i opublikował jego tekst w Appendiksie do wydania Kodeksu Zakynthios. Fragment moskiewski ponownie był badany przez Kurta Treua.
Oksfordzki fragment kodeksu, w niektórych partiach palimpsest, zawiera tekst J 4,7-14. Odkrył go w roku 1857 William White, w tomie zawierającym dzieła Grzegorza z Nazjanzu. W roku 1861 badał go Henry Brandshaw, a w 1865 Kitchin pokazał go Tischendorfowi. Badał go Brooke Foss Westcott w 1881 oraz Scrivener i opisał w Adversaria critica sacra (1893). Scrivener zauważył, że fragment oksfordzki podobny jest do fragmentu moskiewskiego.
Edward Pusey badał fragment przechowywany na górze Athos, na potrzeby 4. wydania Nowego Testamentu Henry’ego Alforda (1859).
Obecnie kodeks przechowywany jest w czterech miejscach Europy: 2 karty w Greckiej Bibliotece Narodowej (1371), 7 kart na Górze Athos w klasztorze św. Dionizego (2 (71)), 7 kart w Moskwie (Muzeum Historii Moskwy, V. 29, S 119) i 3 karty w Oxfordzie (CCC, Wake 2,3). Fragment moskiewski zawiera tekst J 1,1-4; 20,10-13.15-17.20-24, fragment atoski - 2,17-3,8, fragment ateński - 3,12-13.20-22, fragment oksfordzki 4,7-14.